# The Wonder Man
The Wonder Man è un film muto del 1920 diretto da John G. Adolfi.

## Produzione
Fu il primo film ad essere prodotto dalla Robertson-Cole Pictures Corporation.

## Distribuzione
Distribuito dalla Robertson-Cole Distributing Corporation, il film uscì nelle sale cinematografiche statunitensi dopo essere stato presentato in prima all'Hotel Astor di New York il 29 maggio 1920, sotto gli auspici dell'American Legion, un'organizzazione che contava molti ammiratori di Georges Carpentier, star della pellicola, famoso come eroe di guerra e come pugile.
Il copyright del film, richiesto dalla Robertson-Cole Co., fu registrato l'11 maggio 1921 con il numero LP16489.